# Paul Verhoeven (regizor, n. 1938)
Paul Verhoeven (n. 18 iulie 1938, Amsterdam, Țările de Jos) este un regizor, producător și scenarist neerlandez care a realizat filme atât în Țările de Jos cât și în Statele Unite, în limbile engleză, franceză și germană.
Filmele sale, fie drame sau science-fiction, sunt definite de un amestec specific de violență și sexualitate, de cele mai multe ori combinate cu o doză de ironie distinctivă. Dintre acestea, cele mai cunoscute sunt RoboCop (1987), Total Recall (1990), Instinct primar (1992) și Starship Troopers (1997).

## Filmografie

### Regizor
- 1971 Business Is Business
- 1973 Turkish Delight
- 1975 Katie Tippel
- 1977 Soldier of Orange
- 1980 Spetters
- 1983 The Fourth Man
- 1985 Flesh & Blood
- 1987 RoboCop
- 1990 Total Recall
- 1992 Instinct primar
- 1995 Showgirls
- 1997 Starship Troopers
- 2000 Hollow Man
- 2006 Black Book
- 2009 Azazel (film)

### Scenarist
- 1977 Soldier of Orange
- 1985 Flesh & Blood
- 2006 Black Book

### Producător
- 2009 Azazel (film)

## Distincții
- 2000: premiul Leopardul de aur